# Lognoul
Lognoul est un hameau de la commune belge de Ferrières en province de Liège. 
Avant la fusion des communes, le hameau faisait déjà partie de la commune de Ferrières.

## Situation
Lognoul est en réalité le prolongement est du village de Ferrières. Il est traversé par le ruisseau de la Logne, un affluent de la Lembrée. Le hameau se situe entre Ferrières et Le Houpet.

## Patrimoine
Deux petites chapelles sont présentes dans le hameau. L'une d'elles se trouvant à un carrefour est datée de 1897 et dédiée à la Vierge Marie. Elle a été bâtie en pierre calcaire par le forgeron Michel Chabot qui habitait à côté.

## Activités
Un important bâtiment abritant le service des travaux de la commune de Ferrières est implanté en rive droite du ruisseau de la Logne.
Jusqu'au début des années 1960, Lognoul était traversé par la ligne de chemin de fer vicinal Comblain-la-Tour - Manhay (ligne 620). Cette ligne devenue aujourd'hui un préRAVeL sous le nom de Transferrusienne emmène promeneurs, cavaliers et vététistes en direction de Werbomont.